# Паїсій Печерський

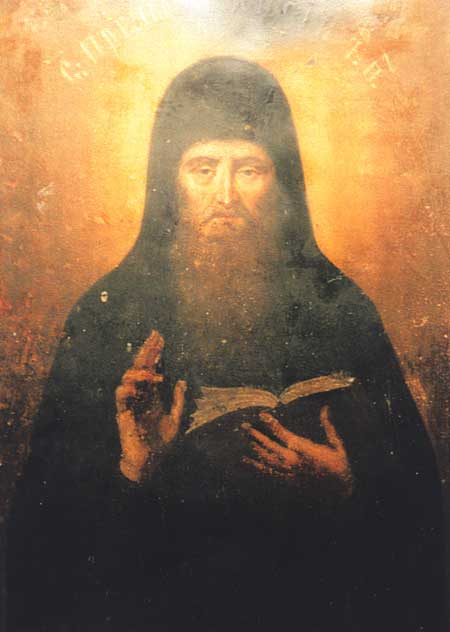
Преподобний Паїсій Печерський, мощі котрого спочивають в Дальніх печерах

Паїсій інок Печерський (14 століття, Київ) — православний святий, чернець Печерського монастиря. Преподобний. Пам'ять 10 вересня і 18 липня. 
Товариш і однодумець прп. Меркурія пісника. Жив з ним в одній келії і був похований поруч з ним. 
Його мощі спочивають у Дальніх печерах.